# Carreira solo
Carreira solo refere-se à carreira de um músico que canta ou toca instrumentos sozinho, ao contrário de pertencer a uma banda musical.
É comumente usado no Brasil para definir o trabalho de um músico que pertencia a um conjunto, mas que o deixou para prosseguir com projetos próprios.